# Oratorio della Confraternita di Giovanni Battista
L'Oratorio della Confraternita di Giovanni Battista è un edificio religioso ubicato al numero 33 di corso Bersaglieri a Perugia, chiamato prima del 1860 borgo di Sant'Antonio, nel rione di Porta Sole.

## Storia e descrizione
Fu sede della omonima Confraternita dal 1536. È dedicato al primo santo anacoreta cristiano, predecessore  dell'altro anacoreta S. Antonio Abate, al quale è intitolato un altro oratorio e la chiesa del Borgo.
All'esterno presenta un semplice portale in travertino sormontato da una lunetta con sopra una lapide di pietra rosa in cui è scritto in latino: "D.O.M. ADMIRARE POSTERITAS HAEC PRIORES NON SUIS NON PIORUM ALIORUMQUE CONFRATRUM AELEMOSINIS SED VOX CLAMANTIS A FUNDAMENTIS ERETIX ET VOS DIRIGITE VIAM DOMINI ANNO SALUTIS MDCCV".
“Oh Signore di tutte le cose del Mondo, possa la posterità ammirare questa costruzione che gli antenati eressero nell'anno del Signore 1705". La data indica non la costruzione, ma il restauro  eseguito a spese della confraternita, perché i confratelli subentrarono in questo luogo già nel 1536.
Il restauro del 2009 ha mantenuto esternamente le tracce delle originarie aperture, ma sono state ricoperte durante gli ultimi restauri.
L'interno è un'unica sala a pianta rettangolare priva di abside e di transetto, scandita in due campate da paraste doriche, avente quindi anche una funzione di sostegno. È coperta da volte a lunetta. Le decorazioni pittoriche  di colore azzurro, rosa antico e oro, evidenziano le linee architettoniche. Nella volta vi è raffigurato lo Spirito Santo rappresentato quale colomba che emana raggi, con la citazione in latino di S. Giovanni riferendosi al Cristo: "Ecco l'Agnello di Dio che toglie i peccati del mondo…".
La mostra d'altare intagliata e dorata ha le linee rinascimentali del XVI secolo. Sopra all'altare è collocata la statua lignea dipinta raffigurante San Giovannino con gli attributi dell'iconografia: il vestito di pelle di animale, il bastone da viandante sormontato dalla croce con  il cartiglio. Ai due lati dell'altare sono due dipinti su supporto di pelle raffiguranti l'Angelo annunziante e l'Annunciata.
All'interno è conservata una tela del perugino Giovanni Francesco Bassotti (XVII secolo), raffigurante la Nascita di San Giovanni Battista.
L'oratorio viene aperto al pubblico per iniziative culturali promosse dall'associazione di quartiere Ri Vivi il Borgo di S. Antonio, che ha ridato vita anche alla festa di San Giovanni ll 24 giugno, in occasione della quale viene svolta la celebrazione religiosa e la benedizione dell'acqua odorosa realizzata con l'infuso di tutte le piante profumate che la stagione offre, messe in infusione dalla notte precedente.

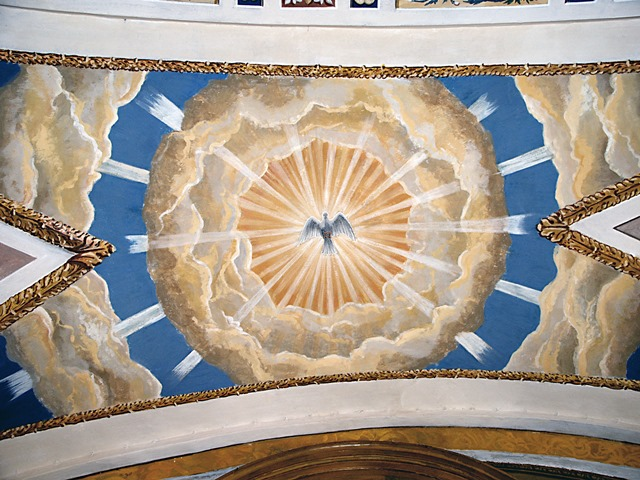
Volta Oratorio San Giovanni Battista

Dal 2018 l'Oratorio è divenuto sede dell'Associazione Beata Colomba, mentre la proprietà è rimasta della Curia Arcivescovile di Perugia. L'edificio annesso, a restauro ultimato diverrà sede della Casa dei Poveri della Confraternita di San Giovanni Battista di Borgo Sant'Antonio.